# Danmarks runeindskrifter 279
DR 279 är 5 fragment av ett vikingatida ( efter-Jelling) runsten av granit i Sjörup, vid Sjörups gamla kyrka, Sjörups socken och Ystads kommun. Delen av stenen sitter inmurad i bron så att alla runor kan läsas.

## Stenen
Enligt uppgift från 1600-talet stod stenen vid en stenbro "ett pilskott (ca 200 m) nordost om Sjörups kyrka". Det finns också uppgifter om att den skulle ha stått i en gravhög i närheten. Enligt O. Worm låg runstenen på hans tid helt nära kyrkan, lagd som bro över en bäck. Den ska emellertid tidigare ha stått på en liten hög i en åker. Senare blev stenen sönderhuggen och använd till brobygge i Skivarp. På 1700-talet delades stenen i 6 delar och användes som byggmaterial i en stenvalvsbro (landsvägsbro) över Skivarpsån. År 1985 tog man ut fem delar och restaurerade stenen och satte upp den NV om bron. En del fick dock sitta kvar i bron. Enligt en annan rapport, var stenen i fem delar och inlagd i brovalvets undre del. Fyra av dessa delar var uttagna, den femte delen kunde ej tas ut och en avgjutning av densamma gjordes. År 1996 flyttades stenen tillbaks till Sjörups gamla kyrka och placerades på nuvarande plats, se dnr 421-1845-1996. Nu är stenen placerad utanför kyrkomuren strax norr om Sjörups gamla kyrka.

## Inskriften
Translitterering av runraden:
[+ sa]ksi : sati : st[in] : þasi : huftiʀ : o[s]biurn : (s)in : fil(a)go ' ¶ (t)u-a[s : sun :] ¶ saʀ : flu : aki : a[t :] ub:sal(u)m : an : ua : maþ : an : u¶abn : a(f)þi '
Normalisering till rundanska:
Saxi satti sten þæssi æftiʀ Æsbiorn, sin felaga, To[f]a/To[k]a sun. Saʀ flo ægi at Upsalum, æn wa mæþ han wapn hafþi.
Översättning till nusvenska:
Saxi satte denna sten efter Asbjörn sin fälage (kamrat), Tokes son. Han flydde ej vid Uppsala men kämpade så länge han hade vapen.
Slaget vid Uppsala kan vara slaget vid Fyrisvallarna, som ska ha utkämpats i slutet av 900-talet. Slaget ska ha stått mellan sveakungen Erik och hans brorson Styrbjörn starke, som enligt samtida isländsk skaldediktning var hövding över Jomsvikingarna. Kung Erik gick segrande ur striden och fick därför tillnamnet Segersäll.